# Allegri naviganti
Allegri naviganti (In the Navy) è un film comico interpretato da Bud Abbott e Lou Costello, meglio noti in italia come Gianni e Pinotto. È il loro secondo film da protagonisti e in italiano, il terzo in tutto.

## Trama
Un cantante si arruola in marina e una giornalista si imbarca di nascosto sulla nave dove egli sta per fotografarlo e fare un servizio su di lui contro la sua volontà. Fa tutto ciò con la complicità dei marinai Smokey e Pomeroy e del cantante stesso. Pomeroy si veste da capitano per far colpo su una delle sorelle Andrews e dà per errore ordini che fanno sì che la nave rischi di affondare. Fortunatamente si trattava di un sogno.